# Wolseley 32/80
La 32/80 è un'autovettura di lusso prodotta dalla Wolseley dal 1929 e al 1930. Era il modello di punta della casa automobilistica britannica.
La 32/80 aveva installato un motore in linea ad otto cilindri con valvole in testa, da 4.022 cm³ di cilindrata. Questo propulsore erogava 80 CV di potenza. Il modello raggiungeva una velocità massima di 112 km/h.
È stata disponibile con due tipi di carrozzeria, torpedo quattro porte e berlina quattro porte.
Già nel 1930 il modello fu tolto di produzione. Dopo la 32/80, la Wolseley non costruì più auto di tali dimensioni.